# Bana (Burkina Faso)
Bana ist sowohl eine Gemeinde (französisch commune rurale) als auch ein dasselbe Gebiet umfassendes Departement im westafrikanischen Staat Burkina Faso, in der Region Boucle du Mouhoun und der Provinz Balé. Im Jahr 2006 hatte die Gemeinde in neun Dörfern 13.000 Einwohner, in der Mehrzahl Marka-Dafing. Das Dorf wurde von Moolé Konaté gegründet.